# CB 1939 Canarias
Der CB 1939 Canarias, auch bekannt unter dem Sponsornamen Lenovo Tenerife, ist ein spanischer Basketballverein aus San Cristóbal de La Laguna auf Teneriffa.

## Geschichte
1939 gründete sich der Verein CB Canarias, der zwischen 1951 und 1981 ununterbrochen in der zweiten spanischen Basketball-Liga spielte und 1977 im Korać-Cup in der ersten Runde am SSV Hagen scheiterte. Nach 30 Jahren schaffte der Klub in der Saison 1980/81 den Aufstieg in die erste Liga, die damalige 1ª División (heute Liga ACB). Es folgten diverse Abstiege und Wiederaufstiege. Etablieren konnte man sich zwischen 1986 und 1991, wo man dauerhaft in der ersten Liga vertreten war. Die Saison 1990/91 beendete das Team als 24., was mit dem Abstieg verbunden war.
Nach der Saison 1993/94 beschloss ein Teil der Mitglieder des Vereins, aufgrund schwerwiegender finanzieller Probleme, das Team mit anderen Basketballmannschaften aus der Region zusammenzuführen. Andere Mitglieder waren damit nicht einverstanden und gründeten ihrerseits einen neuen Verein, den sie CB 1939 Canarias nannten. Dieser spielte fortan mit dem Logo und den Farben des aufgelösten Vorgänger-Vereins.
Durch die Neu-Gründung musste die Mannschaft in der viertklassigen 2ª División starten. Dort brauchte sie vier Jahre, um den Weg in die dritte Liga zu ebnen. Nach einigen Rückschlägen, die wieder zum Abstieg führten, schaffte der Verein in der Saison 2006/07 den Aufstieg in die zweite Liga. Die Spielzeit 2007/08 war damit die erste in der zweithöchsten Klasse seit der Neugründung. In der Liga Española de Baloncesto spielte der Aufsteiger gleich eine gute Rolle, kam bis is Viertelfinale der Play-offs. Auch in den Folgejahren bot das Team stabile Leistungen, die 2012 zum Aufstieg in die Liga ACB führte. Dazu brauchte das Team keine Play-offs zu spielen, da es die Hauptrunde auf Platz 1 beendete, welcher zum direkten Aufstieg berechtigt.
In der Saison 2016/17 gewann der Verein die erste Ausgabe der von der FIBA Europa organisierten Basketball Champions League. 2022 wiederholten sie diesen Erfolg.

## Namen
Der Verein trug aufgrund wechselnder Sponsoren im Laufe der Geschichte unterschiedliche Namen.
- Universidad Canarias Pepsi (1970–1975)
- Caja Rural Canarias (1975–1980)
- Cofisa Canarias (1982–1984)
- Lucky Canarias (1984–1985)
- CajaCanarias (1985–1991)
- AutoLaca Canarias (1995–1996)
- Bodegón Juanito Canarias (1996–1998)
- Canarias Yamaha (1998–1999)
- Ciudad de La Laguna (1999–2001)
- Organización Socas Canarias (2001–2010)
- Isla de Tenerife Canarias (2010–2011)
- Iberostar Canarias (2011–2012)
- Iberostar Tenerife (2013–2021)
- Lenovo Tenerife (seit 2021)

## Halle
Der Verein trägt seine Heimspiele im 5100 Zuschauer fassenden Pabellón Insular Santiago Martín aus.

## Erfolge
- Basketball Champions League: 2016/17, 2021/22
- Intercontinental Cup (2): 2017, 2020
- Copa Príncipe de Asturias (2012)
- Spanischer Zweitligameister (2012)

## Bekannte (ehemalige) Spieler
- Giorgos Bogris (2016–2017)
- Kostas Vasileiadis (2017–2018)
- Blagota Sekulić (2012–2016)
- / Randall Hanke (2010)

## Bekannte (ehemalige) Trainer
- Fotis Katsikaris (2017–2018)